# Gymnopleurus foricarius
Gymnopleurus foricarius är en skalbaggsart som beskrevs av Garreta 1914. Gymnopleurus foricarius ingår i släktet Gymnopleurus och familjen bladhorningar. Inga underarter finns listade i Catalogue of Life.